# European Rugby Challenge Cup 2019/20
Der European Rugby Challenge Cup 2019/20 war die sechste Ausgabe des European Rugby Challenge Cup, des zweitrangigen europäischen Pokalwettbewerbs im Rugby Union. Dieser Wettbewerb ist der Nachfolger des von 1996 bis 2014 existierenden European Challenge Cup. Es waren 20 Teams aus sieben Ländern beteiligt. Der Wettbewerb begann am 15. November 2019, musste dann aber mehrere Monate lang wegen der COVID-19-Pandemie ausgesetzt werden. Das Finale konnte daher erst am 16. Oktober 2020 mit fünfmonatiger Verspätung ausgetragen werden und fand im Stade Maurice-David in Aix-en-Provence statt. Den Titel gewannen erstmals die Bristol Bears aus England.

## Teilnehmer
Teilnahmeberechtigt waren folgende Teams:
- die fünf Mannschaften der English Premiership zwischen dem 7. und 11. Platz
- der Meister der englischen RFU Championship
- die sechs Mannschaften der französischen Top 14 zwischen dem 7. und 12. Platz
- der Meister der französischen Pro D2
- der Sieger des Play-offs zwischen dem 13. der Top 14 und dem Zweitplatzierten der Pro D2
- von der Pro14 die verbliebenen fünf Mannschaften aus Italien, Irland und Wales, die sich nicht für den European Rugby Champions Cup 2019/20 qualifizieren konnten
- die beiden Gewinner eines Qualifikationswettbewerbs

## Modus
Es gab fünf Gruppen mit je vier Teams. Jedes Team spielte je ein Heim- und ein Auswärtsspiel gegen die drei Gruppengegner. In der Gruppenphase erhielten die Teams:
- vier Punkte für einen Sieg
- zwei Punkte für ein Unentschieden
- einen Bonuspunkt bei vier oder mehr Versuchen
- einen Bonuspunkt bei einer Niederlage mit sieben oder weniger Punkten Differenz

Für das Viertelfinale qualifizierten sich die fünf Gruppensieger (nach Anzahl gewonnener Punkte auf den Plätzen 1–5 klassiert) und die drei besten Gruppenzweiten (auf den Plätzen 6–8 klassiert). Teams auf den Plätzen 1–4 hatten im Viertelfinale Heimrecht. Es spielten der Erste gegen den Achten, der Zweite gegen den Siebten, der Dritte gegen den Sechsten und der Vierte gegen den Fünften.

## Qualifikation
Gruppe A
|    | Team                 | Spiele | Siege | Unent. | Ndlg. | Spiel- punkte | Diff. | Bonus- punkte | Tabellen- punkte |
| -- | -------------------- | ------ | ----- | ------ | ----- | ------------- | ----- | ------------- | ---------------- |
| 1. | Rugby Calvisano      | 4      | 3     | 0      | 1     | 98:56         | + 42  | 3             | 15               |
| 2. | RC Lokomotive Tiflis | 4      | 3     | 0      | 1     | 102:62        | + 40  | 2             | 14               |
| 3. | Fiamme Oro Rugby     | 4      | 0     | 0      | 4     | 62:144        | − 82  | 1             | 1                |

Gruppe B
|    | Team                        | Spiele | Siege | Unent. | Ndlg. | Spiel- punkte | Diff. | Bonus- punkte | Tabellen- punkte |
| -- | --------------------------- | ------ | ----- | ------ | ----- | ------------- | ----- | ------------- | ---------------- |
| 1. | Rugby Rovigo                | 4      | 3     | 1      | 0     | 218:73        | + 145 | 2             | 16               |
| 2. | Petrarca Rugby              | 4      | 2     | 1      | 1     | 121:87        | + 34  | 4             | 14               |
| 3. | Belgium Rugby Barbarians XV | 4      | 0     | 0      | 4     | 45:224        | − 179 | 0             | 0                |

| 13. Oktober 2018 15:00 GET | RC Lokomotive Tiflis | 6 : 17 | Rugby Calvisano | Awtschala-Stadion, Tiflis |
| 13. Oktober 2018 15:00 GET |                      |        |                 | Awtschala-Stadion, Tiflis |

| 13. Oktober 2018 15:00 MESZ | Rugby Rovigo | 34 : 34 | Petrarca Rugby | Stadio Mario Battaglini, Rovigo |
| 13. Oktober 2018 15:00 MESZ |              |         |                | Stadio Mario Battaglini, Rovigo |

| 20. Oktober 2018 15:00 MESZ | Rugby Calvisano | 35 : 20 | Fiamme Oro Rugby | Stadio San Michele, Calvisano |
| 20. Oktober 2018 15:00 MESZ |                 |         |                  | Stadio San Michele, Calvisano |

| 20. Oktober 2018 13:00 MESZ | Belgium Barbarians Rugby | 12 : 31 | Petrarca Rugby | Centre sportif Nelson Mandela, Brüssel |
| 20. Oktober 2018 13:00 MESZ |                          |         |                | Centre sportif Nelson Mandela, Brüssel |

| 8. Dezember 2018 15:00 MEZ | Fiamme Oro Rugby | 22 : 29 | RC Lokomotive Tiflis | Centro Sportivo Polizia di Stato, Rom |
| 8. Dezember 2018 15:00 MEZ |                  |         |                      | Centro Sportivo Polizia di Stato, Rom |

| 8. Dezember 2018 15:00 MEZ | Petrarca Rugby | 36 : 14 | Belgium Barbarians Rugby | Stadio Plebiscito, Padua |
| 8. Dezember 2018 15:00 MEZ |                |         |                          | Stadio Plebiscito, Padua |

| 15. Dezember 2018 15:00 MEZ | Rugby Calvisano | 13 : 20 | RC Lokomotive Tiflis | Stadio San Michele, Calvisano |
| 15. Dezember 2018 15:00 MEZ |                 |         |                      | Stadio San Michele, Calvisano |

| 15. Dezember 2018 15:00 MEZ | Rugby Rovigo | 68 : 12 | Belgium Barbarians Rugby | Stadio Mario Battaglini, Rovigo |
| 15. Dezember 2018 15:00 MEZ |              |         |                          | Stadio Mario Battaglini, Rovigo |

| 12. Januar 2019 15:00 GET | RC Lokomotive Tiflis | 47 : 10 | Rugby Calvisano | Awtschala-Stadion, Tiflis |
| 12. Januar 2019 15:00 GET |                      |         |                 | Awtschala-Stadion, Tiflis |

| 12. Januar 2019 18:00 MEZ | Petrarca Rugby | 20 : 27 | Rugby Rovigo | Stadio Plebiscito, Padua |
| 12. Januar 2019 18:00 MEZ |                |         |              | Stadio Plebiscito, Padua |

| 19. Januar 2019 18:00 MEZ | Fiamme Oro Rugby | 10 : 33 | Rugby Calvisano | Centro Sportivo Polizia di Stato, Rom |
| 19. Januar 2019 18:00 MEZ |                  |         |                 | Centro Sportivo Polizia di Stato, Rom |

| 19. Januar 2019 18:00 MEZ | Belgium Rugby Barbarians XV | 7 : 89 | Rugby Rovigo | Stade du Pachy, Waterloo |
| 19. Januar 2019 18:00 MEZ |                             |        |              | Stade du Pachy, Waterloo |

Qualifikations-Play-off
| 30. März 2019 15:00 OEZ | Timișoara Saracens | 20 : 18 | Jenissei-STM Krasnojarsk | Stadionul Dan Păltinișanu, Timișoara |
| 30. März 2019 15:00 OEZ |                    |         |                          | Stadionul Dan Păltinișanu, Timișoara |

| 30. März 2019 14:00 MEZ | Rugby Calvisano | 29 : 13 | Rugby Rovigo | Stadio San Michele, Calvisano |
| 30. März 2019 14:00 MEZ |                 |         |              | Stadio San Michele, Calvisano |

| 20. April 2019 10:00 KRAT | Krasny Jar Krasnojarsk | 40 : 32 | Timișoara Saracens | Awangard-Stadion, Krasnojarsk |
| 20. April 2019 10:00 KRAT |                        |         |                    | Awangard-Stadion, Krasnojarsk |

Mit einem Gesamtergebnis von 58:52 gewann Jenissei-STM Krasnojarsk.
| 20. April 2019 15:00 MESZ | Rugby Rovigo | 30 : 28 | Rugby Calvisano | Stadio Mario Battaglini, Rovigo |
| 20. April 2019 15:00 MESZ |              |         |                 | Stadio Mario Battaglini, Rovigo |

Mit einem Gesamtergebnis von 57:43 gewann Rugby Calvisano.

## Auslosung
Die Teilnehmer wurden am 17. Juni 2019 im Palais de Beaulieu in Lausanne den Vorrundengruppen zugelost. Die Setzreihenfolge basierte auf der Leistung in den jeweiligen Meisterschaften.
| Topf 1 | Wasps RFC             | Scarlets              | Castres Olympique | Stade Français           | Cardiff Blues    |
| Topf 2 | Bristol Bears         | Worcester Warriors    | Edinburgh Rugby   | RC Toulon                | Leicester Tigers |
| Topf 3 | Union Bordeaux Bègles | Newport Gwent Dragons | London Irish      | Zebre                    | Section Paloise  |
| Topf 4 | SU Agen               | Aviron Bayonnais      | CA Brive          | Jenissei-STM Krasnojarsk | Rugby Calvisano  |

## Gruppenphase

### Gruppe 1
|    | Team                     | Spiele | Siege | Unent. | Ndlg. | Spiel- punkte | Diff. | Bonus- punkte | Tabellen- punkte |
| -- | ------------------------ | ------ | ----- | ------ | ----- | ------------- | ----- | ------------- | ---------------- |
| 1. | Castres Olympique        | 6      | 5     | 0      | 1     | 159:103       | + 56  | 3             | 23               |
| 2. | Newport Gwent Dragons    | 6      | 4     | 0      | 2     | 194:136       | + 58  | 4             | 20               |
| 3. | Worcester Warriors       | 6      | 3     | 0      | 3     | 209:127       | + 82  | 4             | 16               |
| 4. | Jenissei-STM Krasnojarsk | 6      | 0     | 0      | 6     | 73:269        | − 196 | 0             | 0                |

| 15. November 2019 19:00 MSK | Jenissei-STM Krasnojarsk | 14 : 57 | Worcester Warriors | Kuban-Stadion, Krasnodar Zuschauer: 400 Schiedsrichter: Andrea Piardi (Italien) |
| 15. November 2019 19:00 MSK | (0:31) Bericht           |         |                    | Kuban-Stadion, Krasnodar Zuschauer: 400 Schiedsrichter: Andrea Piardi (Italien) |

| 16. November 2019 15:00 WEZ | Newport Gwent Dragons | 31 : 17 | Castres Olympique | Rodney Parade, Newport Zuschauer: 4.013 Schiedsrichter: JP Doyle (England) |
| 16. November 2019 15:00 WEZ | (28:10) Bericht       |         |                   | Rodney Parade, Newport Zuschauer: 4.013 Schiedsrichter: JP Doyle (England) |

| 22. November 2019 18:00 MSK | Jenissei-STM Krasnojarsk | 22 : 49 | Newport Gwent Dragons | Kuban-Stadion, Krasnodar Zuschauer: 200 Schiedsrichter: Sam Grove-White (Schottland) |
| 22. November 2019 18:00 MSK | (14:14) Bericht          |         |                       | Kuban-Stadion, Krasnodar Zuschauer: 200 Schiedsrichter: Sam Grove-White (Schottland) |

| 23. November 2019 14:00 MEZ | Castres Olympique | 17 : 9 | Worcester Warriors | Stade Pierre-Fabre, Castres Zuschauer: 8.277 Schiedsrichter: Sean Gallagher (Irland) |
| 23. November 2019 14:00 MEZ | (14:6) Bericht    |        |                    | Stade Pierre-Fabre, Castres Zuschauer: 8.277 Schiedsrichter: Sean Gallagher (Irland) |

| 6. Dezember 2019 19:00 OEZ | Jenissei-STM Krasnojarsk | 12 : 28 | Castres Olympique | Kuban-Stadion, Krasnodar Zuschauer: 100 Schiedsrichter: Nika Amaschukeli (Georgien) |
| 6. Dezember 2019 19:00 OEZ | (7:16) Bericht           |         |                   | Kuban-Stadion, Krasnodar Zuschauer: 100 Schiedsrichter: Nika Amaschukeli (Georgien) |

| 7. Dezember 2019 15:00 WEZ | Worcester Warriors | 34 : 28 | Newport Gwent Dragons | Sixways Stadium, Worcester Zuschauer: 6.899 Schiedsrichter: Marius Mitrea (Italien) |
| 7. Dezember 2019 15:00 WEZ | (13:10) Bericht    |         |                       | Sixways Stadium, Worcester Zuschauer: 6.899 Schiedsrichter: Marius Mitrea (Italien) |

| 13. Dezember 2019 18:00 MEZ | Castres Olympique | 22 : 10 | Jenissei-STM Krasnojarsk | Stade Pierre-Fabre, Castres Zuschauer: 7.957 Schiedsrichter: Ian Tempest (England) |
| 13. Dezember 2019 18:00 MEZ | (10:10) Bericht   |         |                          | Stade Pierre-Fabre, Castres Zuschauer: 7.957 Schiedsrichter: Ian Tempest (England) |

| 13. Dezember 2019 20:00 WEZ | Newport Gwent Dragons | 25 : 16 | Worcester Warriors | Rodney Parade, Newport Zuschauer: 4.037 Schiedsrichter: Ludovic Cayre (Frankreich) |
| 13. Dezember 2019 20:00 WEZ | (13:9) Bericht        |         |                    | Rodney Parade, Newport Zuschauer: 4.037 Schiedsrichter: Ludovic Cayre (Frankreich) |

| 11. Januar 2020 15:00 MEZ | Castres Olympique | 42 : 14 | Newport Gwent Dragons | Stade Pierre-Fabre, Castres Zuschauer: 8.273 Schiedsrichter: JP Doyle (England) |
| 11. Januar 2020 15:00 MEZ | (21:0) Bericht    |         |                       | Stade Pierre-Fabre, Castres Zuschauer: 8.273 Schiedsrichter: JP Doyle (England) |

| 11. Januar 2020 15:00 WEZ | Worcester Warriors | 66 : 10 | Jenissei-STM Krasnojarsk | Sixways Stadium, Worcester Zuschauer: 6.287 Schiedsrichter: Craig Evans (Wales) |
| 11. Januar 2020 15:00 WEZ | (26:10) Bericht    |         |                          | Sixways Stadium, Worcester Zuschauer: 6.287 Schiedsrichter: Craig Evans (Wales) |

| 17. Januar 2020 20:00 WEZ | Newport Gwent Dragons | 47 : 5 | Jenissei-STM Krasnojarsk | Rodney Parade, Newport Zuschauer: 4.038 Schiedsrichter: Joy Neville (Irland) |
| 17. Januar 2020 20:00 WEZ | (14:5) Bericht        |        |                          | Rodney Parade, Newport Zuschauer: 4.038 Schiedsrichter: Joy Neville (Irland) |

| 17. Januar 2020 20:00 WEZ | Worcester Warriors | 27 : 33 | Castres Olympique | Sixways Stadium, Worcester Zuschauer: 6.938 Schiedsrichter: Ben Blain (Schottland) |
| 17. Januar 2020 20:00 WEZ | (20:12) Bericht    |         |                   | Sixways Stadium, Worcester Zuschauer: 6.938 Schiedsrichter: Ben Blain (Schottland) |

### Gruppe 2
|    | Team             | Spiele | Siege | Unent. | Ndlg. | Spiel- punkte | Diff. | Bonus- punkte | Tabellen- punkte |
| -- | ---------------- | ------ | ----- | ------ | ----- | ------------- | ----- | ------------- | ---------------- |
| 1. | RC Toulon        | 6      | 6     | 0      | 0     | 177:87        | + 90  | 4             | 28               |
| 2. | Scarlets         | 6      | 4     | 0      | 2     | 149:90        | + 59  | 3             | 19               |
| 3. | Aviron Bayonnais | 6      | 1     | 0      | 5     | 93:190        | − 97  | 3             | 7                |
| 4. | London Irish     | 6      | 1     | 0      | 5     | 122:174       | − 52  | 3             | 7                |

| 15. Oktober 2019 20:45 MEZ | Aviron Bayonnais | 13 : 20 | RC Toulon | Stade Jean-Dauger, Bayonne Zuschauer: 9.053 Schiedsrichter: Craig Evans (Wales) |
| 15. Oktober 2019 20:45 MEZ | (6:10) Bericht   |         |           | Stade Jean-Dauger, Bayonne Zuschauer: 9.053 Schiedsrichter: Craig Evans (Wales) |

| 16. Oktober 2019 20:00 WEZ | Scarlets        | 20 : 16 | London Irish | Parc y Scarlets, Llanelli Zuschauer: 6.753 Schiedsrichter: Sean Gallagher (Irland) |
| 16. Oktober 2019 20:00 WEZ | (13:13) Bericht |         |              | Parc y Scarlets, Llanelli Zuschauer: 6.753 Schiedsrichter: Sean Gallagher (Irland) |

| 22. November 2019 21:00 MEZ | RC Toulon      | 17 : 16 | Scarlets | Stade Mayol, Toulon Zuschauer: 10.212 Schiedsrichter: Tom Foley (England) |
| 22. November 2019 21:00 MEZ | (15:3) Bericht |         |          | Stade Mayol, Toulon Zuschauer: 10.212 Schiedsrichter: Tom Foley (England) |

| 23. November 2019 15:00 WEZ | London Irish    | 45 : 31 | Aviron Bayonnais | Madejski Stadium, Reading Zuschauer: 2.632 Schiedsrichter: Joy Neville (Irland) |
| 23. November 2019 15:00 WEZ | (31:24) Bericht |         |                  | Madejski Stadium, Reading Zuschauer: 2.632 Schiedsrichter: Joy Neville (Irland) |

| 7. Dezember 2019 14:00 MEZ | RC Toulon       | 37 : 17 | London Irish | Stade Mayol, Toulon Zuschauer: 15.336 Schiedsrichter: Ben Whitehouse (Wales) |
| 7. Dezember 2019 14:00 MEZ | (15:10) Bericht |         |              | Stade Mayol, Toulon Zuschauer: 15.336 Schiedsrichter: Ben Whitehouse (Wales) |

| 7. Dezember 2019 21:00 MEZ | Aviron Bayonnais | 11 : 19 | Scarlets | Stade Jean-Dauger, Bayonne Zuschauer: 7.456 Schiedsrichter: Ben Blain (Schottland) |
| 7. Dezember 2019 21:00 MEZ | (8:13) Bericht   |         |          | Stade Jean-Dauger, Bayonne Zuschauer: 7.456 Schiedsrichter: Ben Blain (Schottland) |

| 14. Dezember 2019 15:00 WEZ | London Irish    | 20 : 26 | RC Toulon | Madejski Stadium, Reading Zuschauer: 3.007 Schiedsrichter: Marius Mitrea (Italien) |
| 14. Dezember 2019 15:00 WEZ | (10:19) Bericht |         |           | Madejski Stadium, Reading Zuschauer: 3.007 Schiedsrichter: Marius Mitrea (Italien) |

| 14. Dezember 2019 19:45 WEZ | Scarlets       | 46 : 5 | Aviron Bayonnais | Parc y Scarlets, Llanelli Zuschauer: 6.257 Schiedsrichter: Sam Grove-White (England) |
| 14. Dezember 2019 19:45 WEZ | (11:0) Bericht |        |                  | Parc y Scarlets, Llanelli Zuschauer: 6.257 Schiedsrichter: Sam Grove-White (England) |

| 11. Januar 2020 17:00 MEZ | Aviron Bayonnais | 27 : 10 | London Irish | Stade Jean-Dauger, Bayonne Zuschauer: 5.057 Schiedsrichter: Andrea Piardi (Italien) |
| 11. Januar 2020 17:00 MEZ | (19:5) Bericht   |         |              | Stade Jean-Dauger, Bayonne Zuschauer: 5.057 Schiedsrichter: Andrea Piardi (Italien) |

| 11. Januar 2020 20:00 WEZ | Scarlets       | 15 : 27 | RC Toulon | Parc y Scarlets, Llanelli Zuschauer: 7.565 Schiedsrichter: Craig Maxwell-Keys (England) |
| 11. Januar 2020 20:00 WEZ | (8:24) Bericht |         |           | Parc y Scarlets, Llanelli Zuschauer: 7.565 Schiedsrichter: Craig Maxwell-Keys (England) |

| 18. Januar 2020 20:00 WEZ | London Irish   | 14 : 33 | Scarlets | Madejski Stadium, Reading Zuschauer: 3.444 Schiedsrichter: Ludovic Cayre (Frankreich) |
| 18. Januar 2020 20:00 WEZ | (7:21) Bericht |         |          | Madejski Stadium, Reading Zuschauer: 3.444 Schiedsrichter: Ludovic Cayre (Frankreich) |

| 18. Januar 2020 21:00 MEZ | RC Toulon      | 50 : 6 | Aviron Bayonnais | Sixways Stadium, Worcester Zuschauer: 13.027 Schiedsrichter: Sean Gallagher (Irland) |
| 18. Januar 2020 21:00 MEZ | (14:6) Bericht |        |                  | Sixways Stadium, Worcester Zuschauer: 13.027 Schiedsrichter: Sean Gallagher (Irland) |

### Gruppe 3
|    | Team                  | Spiele | Siege | Unent. | Ndlg. | Spiel- punkte | Diff. | Bonus- punkte | Tabellen- punkte |
| -- | --------------------- | ------ | ----- | ------ | ----- | ------------- | ----- | ------------- | ---------------- |
| 1. | Union Bordeaux Bègles | 6      | 5     | 1      | 0     | 221:72        | + 149 | 4             | 26               |
| 2. | Edinburgh Rugby       | 6      | 4     | 1      | 1     | 140:85        | + 55  | 3             | 21               |
| 3. | Wasps RFC             | 6      | 2     | 0      | 4     | 141:145       | − 4   | 3             | 11               |
| 4. | SU Agen               | 6      | 0     | 0      | 6     | 57:257        | − 200 | 0             | 0                |

| 15. November 2019 20:00 MEZ | SU Agen        | 10 : 31 | Edinburgh Rugby | Stade Armandie, Agen Zuschauer: 3.570 Schiedsrichter: Joy Neville (Irland) |
| 15. November 2019 20:00 MEZ | (3:21) Bericht |         |                 | Stade Armandie, Agen Zuschauer: 3.570 Schiedsrichter: Joy Neville (Irland) |

| 16. November 2019 21:00 MEZ | Union Bordeaux Bègles | 40 : 30 | Wasps RFC | Stade Chaban-Delmas, Bordeaux Zuschauer: 13.908 Schiedsrichter: Ben Blain (Schottland) |
| 16. November 2019 21:00 MEZ | (16:6) Bericht        |         |           | Stade Chaban-Delmas, Bordeaux Zuschauer: 13.908 Schiedsrichter: Ben Blain (Schottland) |

| 22. November 2019 19:35 WEZ | Edinburgh Rugby | 16 : 16 | Union Bordeaux Bègles | Murrayfield Stadium, Edinburgh Zuschauer: 5.432 Schiedsrichter: Christophe Ridley (England) |
| 22. November 2019 19:35 WEZ | (13:6) Bericht  |         |                       | Murrayfield Stadium, Edinburgh Zuschauer: 5.432 Schiedsrichter: Christophe Ridley (England) |

| 23. November 2019 15:00 WEZ | Wasps RFC      | 32 : 14 | SU Agen | Ricoh Arena, Coventry Zuschauer: 7.594 Schiedsrichter: Nika Amaschukeli (Georgien) |
| 23. November 2019 15:00 WEZ | (13:7) Bericht |         |         | Ricoh Arena, Coventry Zuschauer: 7.594 Schiedsrichter: Nika Amaschukeli (Georgien) |

| 6. Dezember 2019 20:00 MEZ | SU Agen        | 3 : 73 | Union Bordeaux Bègles | Stade Armandie, Agen Zuschauer: 1.997 Schiedsrichter: Ian Tempest (England) |
| 6. Dezember 2019 20:00 MEZ | (3:40) Bericht |        |                       | Stade Armandie, Agen Zuschauer: 1.997 Schiedsrichter: Ian Tempest (England) |

| 6. Dezember 2019 19:35 WEZ | Edinburgh Rugby | 31 : 20 | Wasps RFC | Murrayfield Stadium, Edinburgh Zuschauer: 6.387 Schiedsrichter: George Clancy (Irland) |
| 6. Dezember 2019 19:35 WEZ | (10:6) Bericht  |         |           | Murrayfield Stadium, Edinburgh Zuschauer: 6.387 Schiedsrichter: George Clancy (Irland) |

| 14. Dezember 2019 14:00 MEZ | Union Bordeaux Bègles | 33 : 6 | SU Agen | Stade Chaban-Delmas, Bordeaux Zuschauer: 12.233 Schiedsrichter: Craig Maxwell-Keys (England) |
| 14. Dezember 2019 14:00 MEZ | (14:6) Bericht        |        |         | Stade Chaban-Delmas, Bordeaux Zuschauer: 12.233 Schiedsrichter: Craig Maxwell-Keys (England) |

| 14. Dezember 2019 15:00 WEZ | Wasps RFC     | 7 : 9 | Edinburgh Rugby | Ricoh Arena, Coventry Zuschauer: 7.146 Schiedsrichter: Mathieu Raynal (Frankreich) |
| 14. Dezember 2019 15:00 WEZ | (7:3) Bericht |       |                 | Ricoh Arena, Coventry Zuschauer: 7.146 Schiedsrichter: Mathieu Raynal (Frankreich) |

| 11. Januar 2020 13:45 MEZ | Union Bordeaux Bègles | 32 : 17 | Edinburgh Rugby | Stade Chaban-Delmas, Bordeaux Zuschauer: 17.553 Schiedsrichter: Christophe Ridley (England) |
| 11. Januar 2020 13:45 MEZ | (17:3) Bericht        |         |                 | Stade Chaban-Delmas, Bordeaux Zuschauer: 17.553 Schiedsrichter: Christophe Ridley (England) |

| 11. Januar 2020 15:00 MEZ | SU Agen         | 24 : 52 | Wasps RFC | Stade Armandie, Agen Zuschauer: 2.013 Schiedsrichter: Sean Gallagher (Irland) |
| 11. Januar 2020 15:00 MEZ | (17:26) Bericht |         |           | Stade Armandie, Agen Zuschauer: 2.013 Schiedsrichter: Sean Gallagher (Irland) |

| 18. Januar 2020 15:00 MEZ | Edinburgh Rugby | 36 : 0 | SU Agen | Murrayfield Stadium, Edinburgh Zuschauer: 5.710 Schiedsrichter: Craig Maxwell-Keys (England) |
| 18. Januar 2020 15:00 MEZ | (22:0) Bericht  |        |         | Murrayfield Stadium, Edinburgh Zuschauer: 5.710 Schiedsrichter: Craig Maxwell-Keys (England) |

| 18. Januar 2020 15:00 MEZ | Wasps RFC     | 0 : 27 | Union Bordeaux Bègles | Ricoh Arena, Coventry Zuschauer: 6.107 Schiedsrichter: Marius Mitrea (Italien) |
| 18. Januar 2020 15:00 MEZ | (0:7) Bericht |        |                       | Ricoh Arena, Coventry Zuschauer: 6.107 Schiedsrichter: Marius Mitrea (Italien) |

### Gruppe 4
|    | Team           | Spiele | Siege | Unent. | Ndlg. | Spiel- punkte | Diff. | Bonus- punkte | Tabellen- punkte |
| -- | -------------- | ------ | ----- | ------ | ----- | ------------- | ----- | ------------- | ---------------- |
| 1. | Bristol Bears  | 6      | 5     | 1      | 0     | 209:58        | + 151 | 4             | 26               |
| 2. | CA Brive       | 6      | 3     | 0      | 3     | 111:165       | − 54  | 2             | 14               |
| 3. | Zebre          | 6      | 2     | 1      | 3     | 106:151       | − 45  | 3             | 13               |
| 4. | Stade Français | 6      | 1     | 0      | 5     | 104:156       | − 52  | 4             | 8                |

| 15. November 2019 20:45 MEZ | Stade Français | 11 : 27 | CA Brive | Stade Jean-Bouin, Paris Zuschauer: 2.000 Schiedsrichter: Christophe Ridley (England) |
| 15. November 2019 20:45 MEZ | (8:20) Bericht |         |          | Stade Jean-Bouin, Paris Zuschauer: 2.000 Schiedsrichter: Christophe Ridley (England) |

| 16. November 2019 15:00 WEZ | Bristol Bears  | 59 : 21 | Zebre | Ashton Gate Stadium, Bristol Zuschauer: 10.511 Schiedsrichter: Ludovic Cayre (Frankreich) |
| 16. November 2019 15:00 WEZ | (38:7) Bericht |         |       | Ashton Gate Stadium, Bristol Zuschauer: 10.511 Schiedsrichter: Ludovic Cayre (Frankreich) |

| 22. November 2019 20:00 MEZ | CA Brive       | 0 : 36 | Bristol Bears | Stade Amédée-Domenech, Brive-la-Gaillarde Zuschauer: 4.533 Schiedsrichter: Craig Evans (Wales) |
| 22. November 2019 20:00 MEZ | (0:24) Bericht |        |               | Stade Amédée-Domenech, Brive-la-Gaillarde Zuschauer: 4.533 Schiedsrichter: Craig Evans (Wales) |

| 23. November 2019 16:00 MEZ | Zebre          | 12 : 13 | Stade Français | Stadio Sergio Lanfranchi, Parma Zuschauer: 2.200 Schiedsrichter: Craig Maxwell-Keys (England) |
| 23. November 2019 16:00 MEZ | (5:13) Bericht |         |                | Stadio Sergio Lanfranchi, Parma Zuschauer: 2.200 Schiedsrichter: Craig Maxwell-Keys (England) |

| 7. Dezember 2019 15:00 WEZ | Bristol Bears  | 37 : 11 | Stade Français | Ashton Gate Stadium, Bristol Zuschauer: 11.120 Schiedsrichter: Daniel Jones (Wales) |
| 7. Dezember 2019 15:00 WEZ | (13:8) Bericht |         |                | Ashton Gate Stadium, Bristol Zuschauer: 11.120 Schiedsrichter: Daniel Jones (Wales) |

| 7. Dezember 2019 16:00 MEZ | Zebre          | 27 : 24 | CA Brive | Stadio Sergio Lanfranchi, Parma Zuschauer: 2.000 Schiedsrichter: Tom Foley (Irland) |
| 7. Dezember 2019 16:00 MEZ | (24:3) Bericht |         |          | Stadio Sergio Lanfranchi, Parma Zuschauer: 2.000 Schiedsrichter: Tom Foley (Irland) |

| 13. Dezember 2019 20:00 MEZ | CA Brive       | 24 : 10 | Zebre | Stade Amédée-Domenech, Brive-la-Gaillarde Zuschauer: 1.800 Schiedsrichter: Sean Gallagher (Irland) |
| 13. Dezember 2019 20:00 MEZ | (10:3) Bericht |         |       | Stade Amédée-Domenech, Brive-la-Gaillarde Zuschauer: 1.800 Schiedsrichter: Sean Gallagher (Irland) |

| 14. Dezember 2019 21:00 MEZ | Stade Français | 16 : 18 | Bristol Bears | Stade Jean-Bouin, Paris Zuschauer: 2.000 Schiedsrichter: Andrea Piardi (Italien) |
| 14. Dezember 2019 21:00 MEZ | (10:8) Bericht |         |               | Stade Jean-Bouin, Paris Zuschauer: 2.000 Schiedsrichter: Andrea Piardi (Italien) |

| 11. Januar 2020 15:00 MEZ | Stade Français | 24 : 29 | Zebre | Stade Jean-Bouin, Paris Zuschauer: 2.000 Schiedsrichter: Nika Amaschukeli (Georgien) |
| 11. Januar 2020 15:00 MEZ | (3:17) Bericht |         |       | Stade Jean-Bouin, Paris Zuschauer: 2.000 Schiedsrichter: Nika Amaschukeli (Georgien) |

| 11. Januar 2020 15:00 WEZ | Bristol Bears  | 52 : 3 | CA Brive | Ashton Gate Stadium, Bristol Zuschauer: 10.874 Schiedsrichter: Ben Blain (Schottland) |
| 11. Januar 2020 15:00 WEZ | (17:3) Bericht |        |          | Ashton Gate Stadium, Bristol Zuschauer: 10.874 Schiedsrichter: Ben Blain (Schottland) |

| 18. Januar 2020 15:00 MEZ | CA Brive        | 33 : 29 | Stade Français | Stade Amédée-Domenech, Brive-la-Gaillarde Zuschauer: 3.002 Schiedsrichter: Christophe Ridley (England) |
| 18. Januar 2020 15:00 MEZ | (14:15) Bericht |         |                | Stade Amédée-Domenech, Brive-la-Gaillarde Zuschauer: 3.002 Schiedsrichter: Christophe Ridley (England) |

| 18. Januar 2020 15:00 MEZ | Zebre         | 7 : 7 | Bristol Bears | Stadio Sergio Lanfranchi, Parma Zuschauer: 1.900 Schiedsrichter: Thomas Charabas (Frankreich) |
| 18. Januar 2020 15:00 MEZ | (7:0) Bericht |       |               | Stadio Sergio Lanfranchi, Parma Zuschauer: 1.900 Schiedsrichter: Thomas Charabas (Frankreich) |

### Gruppe 5
|    | Team             | Spiele | Siege | Unent. | Ndlg. | Spiel- punkte | Diff. | Bonus- punkte | Tabellen- punkte |
| -- | ---------------- | ------ | ----- | ------ | ----- | ------------- | ----- | ------------- | ---------------- |
| 1. | Leicester Tigers | 6      | 5     | 0      | 1     | 181:95        | + 86  | 3             | 23               |
| 2. | Section Paloise  | 6      | 4     | 0      | 2     | 208:170       | + 38  | 3             | 19               |
| 3. | Cardiff Blues    | 6      | 3     | 0      | 3     | 216:119       | + 97  | 6             | 18               |
| 4. | Rugby Calvisano  | 6      | 0     | 0      | 6     | 68:289        | − 221 | 1             | 1                |

| 16. November 2019 14:30 MEZ | Rugby Calvisano | 16 : 38 | Cardiff Blues | Stadio San Michele, Calvisano Zuschauer: 2.000 Schiedsrichter: Craig Maxwell-Keys (England) |
| 16. November 2019 14:30 MEZ | (10:17) Bericht |         |               | Stadio San Michele, Calvisano Zuschauer: 2.000 Schiedsrichter: Craig Maxwell-Keys (England) |

| 16. November 2019 15:00 WEZ | Leicester Tigers | 41 : 20 | Section Paloise | Welford Road Stadium, Leicester Zuschauer: 15.250 Schiedsrichter: Nika Amaschukeli (Georgien) |
| 16. November 2019 15:00 WEZ | (24:13) Bericht  |         |                 | Welford Road Stadium, Leicester Zuschauer: 15.250 Schiedsrichter: Nika Amaschukeli (Georgien) |

| 22. November 2019 20:00 MEZ | Section Paloise | 61 : 10 | Rugby Calvisano | Stade du Hameau, Pau Zuschauer: 4.267 Schiedsrichter: Ben Blain (Schottland) |
| 22. November 2019 20:00 MEZ | (35:3) Bericht  |         |                 | Stade du Hameau, Pau Zuschauer: 4.267 Schiedsrichter: Ben Blain (Schottland) |

| 23. November 2019 20:00 WEZ | Cardiff Blues  | 11 : 14 | Leicester Tigers | Cardiff Arms Park, Cardiff Zuschauer: 7.122 Schiedsrichter: Pierre Brousset (Frankreich) |
| 23. November 2019 20:00 WEZ | (11:8) Bericht |         |                  | Cardiff Arms Park, Cardiff Zuschauer: 7.122 Schiedsrichter: Pierre Brousset (Frankreich) |

| 7. Dezember 2019 15:00 WEZ | Leicester Tigers | 59 : 7 | Rugby Calvisano | Welford Road Stadium, Leicester Zuschauer: 15.073 Schiedsrichter: Craig Evans (Wales) |
| 7. Dezember 2019 15:00 WEZ | (26:7) Bericht   |        |                 | Welford Road Stadium, Leicester Zuschauer: 15.073 Schiedsrichter: Craig Evans (Wales) |

| 7. Dezember 2019 20:00 WEZ | Cardiff Blues   | 54 : 22 | Section Paloise | Cardiff Arms Park, Cardiff Zuschauer: 4.668 Schiedsrichter: Andrea Piardi (Wales) |
| 7. Dezember 2019 20:00 WEZ | (28:10) Bericht |         |                 | Cardiff Arms Park, Cardiff Zuschauer: 4.668 Schiedsrichter: Andrea Piardi (Wales) |

| 14. Dezember 2019 13:00 MEZ | Section Paloise | 34 : 29 | Cardiff Blues | Stade du Hameau, Pau Zuschauer: 3.724 Schiedsrichter: Tom Foley (Irland) |
| 14. Dezember 2019 13:00 MEZ | (24:7) Bericht  |         |               | Stade du Hameau, Pau Zuschauer: 3.724 Schiedsrichter: Tom Foley (Irland) |

| 14. Dezember 2019 14:30 MEZ | Rugby Calvisano | 13 : 20 | Leicester Tigers | Stadio San Michele, Calvisano Zuschauer: 2.500 Schiedsrichter: Thomas Charabas (Frankreich) |
| 14. Dezember 2019 14:30 MEZ | (3:8) Bericht   |         |                  | Stadio San Michele, Calvisano Zuschauer: 2.500 Schiedsrichter: Thomas Charabas (Frankreich) |

| 11. Januar 2020 14:00 MEZ | Rugby Calvisano | 19 : 47 | Section Paloise | Stadio San Michele, Calvisano Zuschauer: 950 Schiedsrichter: Joy Neville (Irland) |
| 11. Januar 2020 14:00 MEZ | (7:28) Bericht  |         |                 | Stadio San Michele, Calvisano Zuschauer: 950 Schiedsrichter: Joy Neville (Irland) |

| 12. Januar 2020 15:15 WEZ | Leicester Tigers | 30 : 20 | Cardiff Blues | Welford Road Stadium, Leicester Zuschauer: 16.538 Schiedsrichter: George Clancy (Irland) |
| 12. Januar 2020 15:15 WEZ | (10:14) Bericht  |         |               | Welford Road Stadium, Leicester Zuschauer: 16.538 Schiedsrichter: George Clancy (Irland) |

| 18. Januar 2020 13:00 WEZ | Cardiff Blues  | 64 : 3 | Rugby Calvisano | Cardiff Arms Park, Cardiff Zuschauer: 5.822 Schiedsrichter: Nika Amaschukeli (Georgien) |
| 18. Januar 2020 13:00 WEZ | (35:3) Bericht |        |                 | Cardiff Arms Park, Cardiff Zuschauer: 5.822 Schiedsrichter: Nika Amaschukeli (Georgien) |

| 18. Januar 2020 14:00 MEZ | Section Paloise | 24 : 17 | Leicester Tigers | Stade du Hameau, Pau Zuschauer: 6.124 Schiedsrichter: Ben Whitehouse (Wales) |
| 18. Januar 2020 14:00 MEZ | (24:7) Bericht  |         |                  | Stade du Hameau, Pau Zuschauer: 6.124 Schiedsrichter: Ben Whitehouse (Wales) |

## K.-o.-Runde

### Setzliste
Nach der Gruppenphase trafen die fünf Gruppensieger sowie die drei besten Gruppenzweiten aufeinander.
1. RC Toulon
2. Bristol Bears
3. Union Bordeaux Bègles
4. Leicester Tigers
5. Castres Olympique
6. Edinburgh Rugby
7. Newport Gwent Dragons
8. Scarlets

### Viertelfinale
| 18. September 2020 19:45 WESZ | Bristol Bears | 56 : 17         | Newport Gwent Dragons                                                                              | Ashton Gate Stadium, Bristol Zuschauer: 0 Schiedsrichter: Mathieu Raynal (Frankreich) |
| 18. September 2020 19:45 WESZ | Versuche: Hughes 20. erh. Earl 26. erh. Radradra 43. erh. Vui 74. erh. Malins 75. erh. Thomas 77. erh. Erhöhungen: Sheedy (6/7) Straftritte: Sheedy (3/4) 31., 54., 70. | (24:10) Bericht | Versuche: Hewitt 13. erh. Williams 51. erh. Erhöhungen: Davies (2/2) Straftritte: Davies (1/1) 11. | Ashton Gate Stadium, Bristol Zuschauer: 0 Schiedsrichter: Mathieu Raynal (Frankreich) |

| 19. September 2020 13:30 WESZ | Union Bordeaux Bègles                                                                                                | 23 : 14        | Edinburgh Rugby                                                                          | Stade Chaban-Delmas, Bordeaux Zuschauer: 1.000 Schiedsrichter: Frank Murphy (Irland) |
| 19. September 2020 13:30 WESZ | Versuche: Cordero 4. erh. Dubié 9. erh. Erhöhungen: Jalibert (2/2) Straftritte: Jalibert (2/3) 50., 58. Botica 80.+1 | (14:3) Bericht | Versuche: Hoyland 57. n.erh. Straftritte: van der Walt (2/3) 32., 46. Kinghorn (1/1) 71. | Stade Chaban-Delmas, Bordeaux Zuschauer: 1.000 Schiedsrichter: Frank Murphy (Irland) |

| 19. September 2020 21:15 MESZ | RC Toulon                                                         | 11 : 6        | Scarlets                             | Stade Mayol, Toulon Zuschauer: 5.000 Schiedsrichter: Andrew Brace (Irland) |
| 19. September 2020 21:15 MESZ | Versuche: Parisse 56. n.erh. Straftritte: Carbonel (2/2) 54., 73. | (0:6) Bericht | Straftritte: Halfpenny (2/3) 3., 30. | Stade Mayol, Toulon Zuschauer: 5.000 Schiedsrichter: Andrew Brace (Irland) |

| 20. September 2020 15:00 WEZ | Leicester Tigers | abgesagt | Castres Olympique | Welford Road Stadium, Leicester Schiedsrichter: Mike Adamson (Schottland) |
| 20. September 2020 15:00 WEZ | Bericht          |          |                   | Welford Road Stadium, Leicester Schiedsrichter: Mike Adamson (Schottland) |

Nachdem drei Spieler und ein Betreuer von Castres Olympique positiv auf COVID-19 getestet worden waren, wurde das Spiel abgesagt und Leicester zum Forfait-Sieger erklärt.

### Halbfinale
| 25. September 2020 19:45 WESZ | Bristol Bears | 37 : 20 n. V          | Union Bordeaux Bègles                                                                                               | Ashton Gate Stadium, Bristol Zuschauer: 0 Schiedsrichter: Frank Murphy (Irland) |
| 25. September 2020 19:45 WESZ | Versuche: Luatua 38. erh. Malins (2) 51. erh., 86. erh. O’Conor 82. erh. Erhöhungen: Sheedy (4/4) Straftritte: Sheedy (3/4) 58., 62., 97. | (7:13, 20:20) Bericht | Versuche: Jalibert 11. erh. Dweba 67. erh. Erhöhungen: Lucu (1/1) Botica (1/1) Straftritte: Jalibert (2/2) 27., 30. | Ashton Gate Stadium, Bristol Zuschauer: 0 Schiedsrichter: Frank Murphy (Irland) |

| 26. September 2020 21:00 MESZ | RC Toulon                                                                                         | 34 : 19         | Leicester Tigers | Stade Mayol, Toulon Zuschauer: 4.800 Schiedsrichter: Andrew Brace (Irland) |
| 26. September 2020 21:00 MESZ | Versuche: Heem 11. erh. Erhöhungen: Carbonel (1/1) Straftritte: Carbonel (4/5) 21., 37., 40., 53. | (20:11) Bericht | Versuche: Randall 1. erh. Malins 60. erh. Erhöhungen: Sheedy (2/2) Straftritte: Sheedy (6/6) 4., 48., 56., 59., 75., 79. | Stade Mayol, Toulon Zuschauer: 4.800 Schiedsrichter: Andrew Brace (Irland) |

### Finale
| 16. Oktober 2020 21:00 MESZ | RC Toulon                                                                                         | 19 : 32         | Bristol Bears | Stade Maurice-David, Aix-en-Provence Zuschauer: 1.000 Schiedsrichter: Andrew Brace (Irland) |
| 16. Oktober 2020 21:00 MESZ | Versuche: Heem 11. erh. Erhöhungen: Carbonel (1/1) Straftritte: Carbonel (4/5) 21., 37., 40., 53. | (16:10) Bericht | Versuche: Randall 1. erh. Malins 60. erh. Erhöhungen: Sheedy (2/2) Straftritte: Sheedy (6/6) 4., 48., 56., 59., 75., 79. | Stade Maurice-David, Aix-en-Provence Zuschauer: 1.000 Schiedsrichter: Andrew Brace (Irland) |

## Statistik
Quelle: epcrugby.com

### Meiste erzielte Versuche
|    | Name            | Versuche | Verein             |
| -- | --------------- | -------- | ------------------ |
| 1. | Jamie Shillcock | 5        | Worcester Warriors |
| 2. | 12 Spieler      | 4        |                    |

### Meiste erzielte Punkte
|    | Name              | Punkte | Verein                |
| -- | ----------------- | ------ | --------------------- |
| 1. | Callum Sheedy     | 100    | Bristol Bears         |
| 2. | Matthieu Jalibert | 83     | Union Bordeaux Bègles |
| 3. | Sam Davies        | 67     | Newport Gwent Dragons |
| 3. | Jamie Shillock    | 67     | Worcester Warriors    |
| 5. | Leigh Halfpenny   | 52     | Scarlets              |